# Gran Ferrocarril del Táchira
| Erste Fahrt am 1. März 1895 mit drei mit Holz und Planen überdachten und mit Nationalflaggen geschmückten Güterwagen, da die amerikanischen Personenwagen noch nicht eingetroffen waren                                                     |                     |               |              |
| Streckenlänge: | 120 km              |               |              |
| Spurweite: | 1000 mm (Meterspur) |               |              |
| Maximale Neigung: | 20 ‰                |               |              |
| Minimaler Radius: | 80 m                |               |              |
| |                     |               |              |
| \| \| \| Río Catatumbo \| \| \| \| 0 \| Encontrados \| 10 m ü.M. \| \| \| 56,4 \| El Guayabo \| El Guayabo \| \| \| 70,0 \| Kilómetro 70 \| Kilómetro 70 \| \| \| 105,0 \| La Friá \| La Friá \| \| \| 120,0 \| La Uraca \| 370,6 m ü.M. \| |                     |               |              |
| |                     | Río Catatumbo |              |
| Kopfbahnhof Streckenanfang (Strecke außer Betrieb) | 0                   | Encontrados   | 10 m ü.M.    |
| Bahnhof (Strecke außer Betrieb) | 56,4                | El Guayabo    | El Guayabo   |
| Haltepunkt / Haltestelle (Strecke außer Betrieb) | 70,0                | Kilómetro 70  | Kilómetro 70 |
| Bahnhof (Strecke außer Betrieb) | 105,0               | La Friá       | La Friá      |
| Kopfbahnhof Streckenende (Strecke außer Betrieb) | 120,0               | La Uraca      | 370,6 m ü.M. |

Die Gran Ferrocarril del Táchira war eine 120 Kilometer lange Meterspurbahn in Venezuela, die von 1895 bis 1955 betrieben wurde.

## Gleisbau
Die Bahn hatte eine Spurweite von 1000 mm. Das Metergewicht der Schienen betrug 20 kg/m (40 Pfund/Yard) und die maximale Steigung war 2 Prozent bei einem minimalen Kurvenradius von 80 Metern.

## Streckenverlauf
Die Gran Ferrocarril del Táchira verlief von Encontrados am Río Catatumbo, der um 1922 vom Maracaibo-See für Dampfschiffe mit geringem Tiefgang aufwärts schiffbar war, in südlicher Richtung bis zu ihrem Endpunkt an der Station La Uraca in Richtung San Cristóbal, der Hauptstadt des Bundesstaates Táchira. Sie war die Hauptverkehrsverbindung für den venezolanischen Staat Táchira und den Passagierverkehr des kolumbianischen Departements Norte de Santander. 
Es gab sechs Brücken mit einer Gesamtlänge von 332 Metern. 110 Kilometer der Strecke verliefen durch ein ziemlich ebenes Gelände, aber die letzten 10 Kilometer der Strecke lagen in einem Vorgebirge.
Die durchschnittlichen Baukosten pro Kilometer wurden mit nur 61.135 Bolívar (11.799 $) für die ersten 110 Kilometer der Strecke angegeben, aber die Kosten für die weiteren 10 Kilometer betrugen im Durchschnitt 93.333 Bolívar (18.013 $).

## Schienenfahrzeuge
Es gab 7 Lokomotiven (mit einem durchschnittlichen Gewicht von 30 Tonnen), 6 Reisezugwagen, 34 Flachwagen, 32 gedeckte Wagen und 4 Tiertransportwagen.

## Tarife
Der Passagiertarif von 1922 betrug 6,8 Cent/Meile für die erste Klasse und 3,4 Cent/Meile für die zweite Klasse. Der Frachttarif für den Export in den Norden betrug 21 Cent pro Tonnenmeile, und der Frachttarif für den Import in den Süden betrug 5 Cent pro Tonnenmeile.

## Verkehrsaufkommen
Die jährlich beförderte Frachtmenge variierte stark, je nach Preis und Größe der lokalen Kaffeeernte. Im Jahr 1902 beförderte die Bahn insgesamt 11.113 Tonnen und im Jahr 1903 sogar 27.582 Tonnen, wobei letztere die höchste jemals beförderte Tonnage war. Der Personenverkehr ist von etwas mehr als 1.000 Personen auf die hohe Zahl von 19.070 im Jahr 1919 angestiegen.

## Finanzierung
Das Stammkapital der Gesellschaft betrug 7.000.000 Bolívar (1.351.000 $), voll eingezahlt. Amerikanische Investoren besaßen einen Teil des Aktienkapitals und entgegen der in Venezuela üblichen Regel waren fast das gesamte Material und die Ausrüstung aus amerikanischer Herstellung.
Aufgrund der mäßigen Investitionskosten und der niedrigen Baukosten lag der Anteil dieser Eisenbahn 1913 bei 10,88 Prozent, verglichen mit 8 Prozent für die nächstbeste Eisenbahn. Die Hauptschwierigkeiten dieser Strecke lagen in den Überschwemmungen des Catatumbo-Flusses, die den Flusshafen von Encontrados zu zerstören bedrohten. Das größte Hindernis für das Wachstum des Verkehrsaufkommens war die Tatsache, dass die für ihr Territorium bestimmten Waren auf ihrem Weg so viele Umschlagvorgänge durchlaufen müssen, dass die Kosten stark ansteigen und der Verbrauch entsprechend abnimmt.
Die Bruttoeinnahmen für 1919 beliefen sich auf 1.571.381 Bolívar (303.277 $) und die Betriebsausgaben auf 625.638 Bolívar (120.748 $).